# Hafenstraße 16, Silo III (Stralsund)

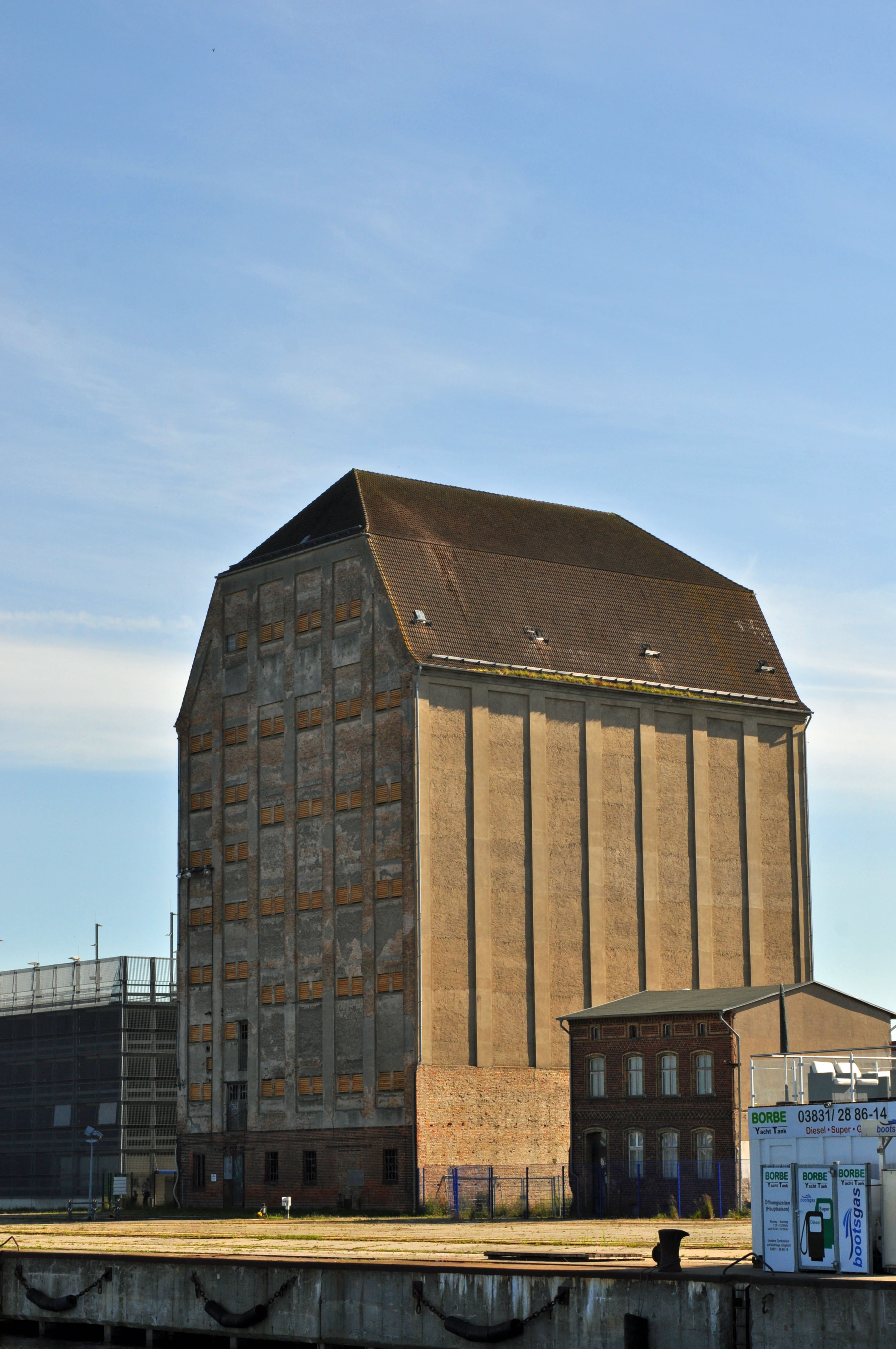
Das Gebäude Hafenstraße 16 in Stralsund (2012)

Das Gebäude mit der postalischen Adresse Hafenstraße 16 ist ein denkmalgeschütztes Gebäude in der Hansestadt Stralsund in der Hafenstraße an der Ecke zur Holzstraße. Das Silo III genannte Gebäude gehört zum Ensemble der Speicher auf der Hafeninsel und prägt damit die Silhouette der Stadt.
Der achtgeschossige, verputzte Skelettbau mit an den Schmalseiten abgewalmtem Mansarddach wurde in den Jahren 1912 bis 1914 errichtet.
Die Fassade des Speichers weist eine durchgehende Lisenengliederung auf.
Das Haus liegt im Randgebiet des von der UNESCO als Weltkulturerbe anerkannten Stadtgebietes des Kulturgutes „Historische Altstädte Stralsund und Wismar“. In die Liste der Baudenkmale in Stralsund ist es mit der Nummer 847 eingetragen.